# オッキー沖田
オッキー沖田（オッキーおきた、1973年9月9日 - ）は、日本のリングアナウンサー。本名：沖田 佳也（おきた よしただ）。千葉県千葉市出身。栃木プロレスを中心にMARIGOLDのプロモーター業務もこなす。

## 経歴
1994年4月3日に全日本女子プロレスのリングアナウンサーとしてデビューする。
全女大量離脱が起きた1997年にアルシオンの旗揚げに参加し、1999年退社。同年、元女子プロレスラーの長谷川咲恵と結婚し2子をもうけたが2008年に離婚。
2001年、プロレスリングZERO-ONEのリングアナウンサーで復帰。ZERO-ONE崩壊後はZERO1の渉外部長を兼ねながらリングアナウンサーを務める。
2021年6月、栃木プロレス発足により、ZERO1の若手選手とともに栃木に移住。東京などでのリングアナウンサーの仕事の場合は電車で通う。
2023年7月29日をもって、23年務めたプロレスリングZERO1のリングアナを卒業。その後も、ZERO1傘下の栃木プロレス主催ではリングアナウンサーをすることもあった。
2024年4月より作新学院大学に大学院生として入学。ZERO1創始者橋本真也および全日本女子プロレスの松永高司会長の命日でもある2024年7月11日をもってプロレスリングZERO1の社内取締役を退任し団体から去ることを公表。リハビリ中の大谷晋二郎のサポートは継続する意向。

## エピソード

### 感激屋リングアナウンサー
ZERO1-MAX→ZERO1の発展に尽力し、腰が低くユーモアもある性格から、ZERO1のファンに愛されている。また「いじられキャラ」であり、感激屋でもある。
自身が実行委員長を務めた第2回ディファカップ（2005年5月7日・8日開催）では、大会開催の発表時に、早速KENTAから「オッキーと対戦したい」といじられ、沖田も試合はしなかったが「ブサイク対イケメンの闘いだ」と舌戦を繰り広げた。大会は丸藤正道&KENTA組の優勝で終わるが、「（病気療養中の）星川尚浩に責任を持って渡せ」と優勝賞金の100万円を寄贈されると、沖田はたまらず号泣した。
また2006年3月5日、プロレスリング・ノアの日本武道館大会において、ZERO1-MAXから参戦した日高郁人&藤田ミノル組が金丸義信&杉浦貴組からGHCジュニアヘビー級タッグ王座を奪取した際も、リング下で号泣した。

### 橋本真也との関係
沖田はZERO1時代の橋本のマネージャーとしても知られる。橋本の死後、沖田は橋本の遅刻癖や怪しいビジネスの話にすぐ乗る脇の甘さなど手を焼かされた胸の内を語った。一方で、それまでパートをしていた居酒屋の職場でイジメられていた沖田の母に、橋本は店の中で90度腰を曲げて「沖田くんにはいつもお世話になっています。ありがとうございます」と日々の感謝を口にし、この橋本の威光のおかげで以来沖田の母は職場からも一目置かれてイジメられなくなったという美談もある。だが次第に橋本の周囲には適当なことを言って機嫌を取るイエスマンばかりが集まり、橋本はその中で諫言を口にする沖田と当時の団体専務の中村祥之を疎んじるようになり、最終的に沖田は橋本と疎遠になった。沖田は橋本との日々を「9割ふざけるなと思うことばかりでしたけど、やっぱりテレビで見てた橋本さんは強いしすごかった」とまとめている。

### パンチパーマ
2006年12月、神風が志賀賢太郎（プロレスリング・ノア）の保持するグローバル・ハードコア・クラウン無差別級王座への挑戦を表明。沖田が神風の代行としてノア事務所に出向くと、志賀は沖田に対し「即刻、俺と同じ様にパンチパーマにするように」という条件を出した。沖田は気乗りはしなかったが、翌日にはパンチパーマにし、神風の挑戦を取り付けた。2006年12月27日のZERO1-MAX後楽園ホール大会での選手権試合はランバージャックデスマッチ（選手がリングから転落した場合、敵陣営のセコンドが強制的にリングに戻すルール）で行われ、志賀が勝利し王座を防衛した。
なお、パンチパーマを渋っていた沖田だったが、実際にかけたところ気に入ってしまったらしく、その後しばらくはパンチパーマを維持していたという。2024年現在の沖田は、スキンヘッドにしている。

### アメトーークで密着取材
2017年11月5日放送のテレビ朝日系列『日曜もアメトーーク!2時間スペシャル』内の「プロレス大好き芸人ゴールデン」企画において、「何でもやっちゃうリングアナウンサー」「どれほど働き者なのか?」という触れ込みで、2017年9月30日のZERO1後楽園ホール大会での沖田に密着した映像が紹介された。映像内で沖田が行っていた業務は以下の通り。
機材トラックの運転、物販準備、ポスター原稿チェック、音響機材セッティング、トラックからの機材下ろし、リング設営、祝い花を並べる、大御所レスラー（藤波辰爾）出迎え、チケット販売、試合前のアナウンス、グッズ販売、選手入場曲を流す、選手入場コール、リングアナウンス（選手紹介、場外乱闘、試合時間）、試合開始・終了のゴング（終了時は音響とテーマ曲のセットも同時に行う）、機材とリングの撤収。
沖田の紹介役を務めた博多大吉は、小団体であるが故にひとりで何役もこなす沖田を「沖田さんがいないと興行が回らないので、チャンピオンより大事」と説明した。また、沖田がゴングを叩く際のオーバーなリアクションは「やりすぎ」といじりつつも、取材を通して伝わった沖田のプロレス愛に賛辞を送っていた。

### 難聴
全日本女子プロレス時代に宣伝カーに乗っていた時、宣伝を頑張りすぎたのと熱くて窓を開けていたため、右の耳が難聴と診断された。このため、自分で聞こえない不安からつい声が大きくなりがちで、声が大きすぎると選手を通してクレームが来ることもある。